# Publius Cornelius Anullinus (Konsul 199)
Publius Cornelius Anullinus war ein römischer Politiker und Senator, der im Laufe seiner ausgesprochen langen Karriere mehrere hohe Ämter erreichen konnte. Er war ein enger Freund und Verbündeter des römischen Kaisers Septimius Severus.
Anullinus stammte aus Illiberis in der Baetica. Er war um 170/171 Statthalter (Prokonsul) in der Provinz Baetica und im Anschluss Kommandeur (Legatus legionis) der Legio VII Gemina. Danach erreichte er ein Suffektkonsulat, wahrscheinlich im Jahr 174 (bzw. 175). Gegen Ende der Regierungszeit Kaiser Mark Aurels war er konsularer Statthalter der Provinz Germania superior. 193 war er Prokonsul der Provinz Africa. Während des Bürgerkrieges um die Nachfolge des Commodus im zweiten Vierkaiserjahr stand Anullinus auf der Seite seines Freundes Septimius Severus, der als Sieger aus den Kämpfen hervorging. Er besiegte als Heerführer des Severus Pescennius Niger. 195 nahm er an einem Feldzug gegen Adiabene und Osrhoene teil. Während der Herrschaft des Severus erreichte er weitere herausragende Ämter. Er wurde zum Stadtpräfekten (wohl 199–203) ernannt und bekleidete 199 das ordentliche Konsulat.
Sein gleichnamiger Sohn war Konsul im Jahr 216.